# Оллустфер
О́ллустфер (нем. Ollustfer), также мы́за О́луствере (эст. Olustvere mõis) — рыцарская мыза в посёлке Олуствере, уезд Вильяндимаа, Эстония. Согласно историческому административному делению мыза относилась к приходу Сууре-Яани. В годы Российской империи находилась на территории Лифляндской губернии и относилась к Велико-Свято-Иоганновскому приходу.

## История
В настоящее время мыза Олуствере является одной из самых красивых в Вильяндимаа и одной из самых хорошо сохранившихся мыз в Эстонии.  
Мыза предположительно основана в середине XVI столетия. 

Герб Делагарди

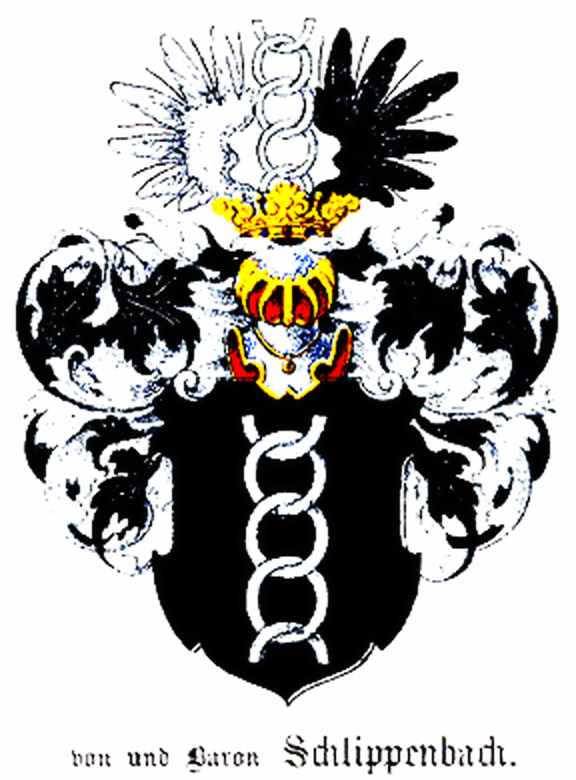
Герб Шлиппенбахов

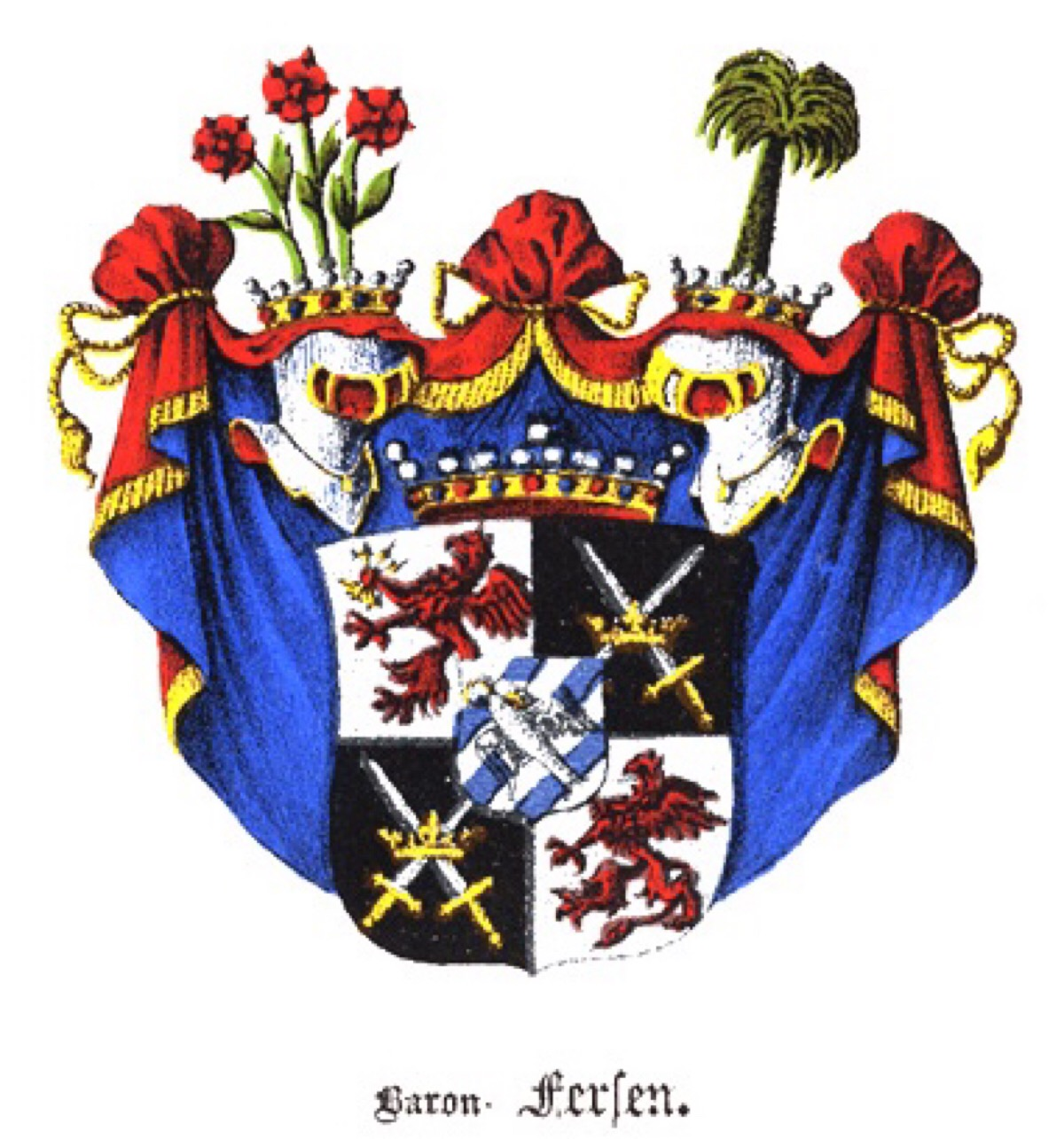
Герб Ферзенов

После Ливонской войны, во времена польского правления, мыза находилась в собственности государства. Когда в 1620-х годах Южная Эстония отошла Швеции, мыза Олуствере стала частью огромных владений дворянского семейства Делагарди.
В 1630-х годах Делагарди заложили мызу Валентину фон Шиллингу (Valentin von Schilling), с 1660-х годов мыза была во владении семейства Шлиппенбах. В 17-м столетии центр мызы был перенесён в настоящее местоположение.
В 1638 году мыза упоминается как Hallastfer.
В 1742 году, когда Анна Фредерика Шлиппенбах (Anna Frederika Schlippenbach) вышла замуж за Карла Густава фон Ферзена (Karl Gustav von Fersen), мыза отошла во владение семейства фон Ферзен.
На военно-топографических картах Российской империи (1846–1863 годы), в состав которой входила Эстляндская губерния, мыза обозначена как Оллустферъ.
Предположительно уже в 18—19-м столетиях мыза была в некоторой степени отстроена в представительном виде, однако наиболее масштабные работы начались с 1884 года, когда собственником мызы стал Николай фон Ферзен (Nikolai von Fersen), церемониймейстер царского двора. В последующие 30 лет на мызе было построено новое главное здание (господский дом), а также различные вспомогательные здания и просторный парк.
После отчуждения мызы у Ферзенов в ходе земельной реформы с мызы Вольмарсгоф (нем. Wolmarshof, Кыо (эст. Kõo mõis)) на мызу Оллустфер в 1920 году была переведена Эстонская Александровская средняя сельскохозяйственная школа (эст. Eesti Aleksandri Alampõllutöökeskkool). В 1964 году школа вошла в состав Олуствереского совхоза и стала носить название Олуствереский совхоз-техникум (эст. Olustvere Sovhoostehnikum). В 1992 году совхоз был ликвидирован и школу переименовали в Олустверескую высшую сельскохозяйственную школу (эст. Olustvere Kõrgem Põllumajanduskool). C 2000 года она стала называться Олуствереской школой обслуживания и сельской экономики (эст. Olustvere Teenindus- ja Maamajanduskool). С 1985 года и по настоящее время она продолжает работу уже в новом здании.
Ещё в начале 1970-х годов проходившее через центр мызы шоссе Пайя—Вильянди в настоящее время перенесено на пару километров к востоку. В прежнем, архаичном виде сохранился отрезок дороги, ведущий из Выхма через Навести и Олуствере до Яска.

## Главное здание
Двухэтажное главное здание мызы в стиле историзма с элементами неоренессанса было построено примерно в 1900 году. Автором проекта предположительно был английский архитектор Арчибальд Макферсон (Arcibald MacPherson). Здание имеет гранитный цоколь, кирпичные стены с чистым швом в пределах первого этажа и оштукатуренные стены второго этажа. Торцы дома построены в технике фахверка. Самым стильным помещением является просторный вестибюль, охватывающий оба этажа. Очень красивы также зал и т.н. графский кабинет.
В здании уже во время строительства было электричество, центральное отопление и водоснабжение.
В настоящее время в здании располагается Туристический центр и Музей Олуствере. Представительные помещения мызного здания с сохранившимися интерьерами можно арендовать для проведения семинаров, конференций и различных праздничных мероприятий.

## Мызный комплекс

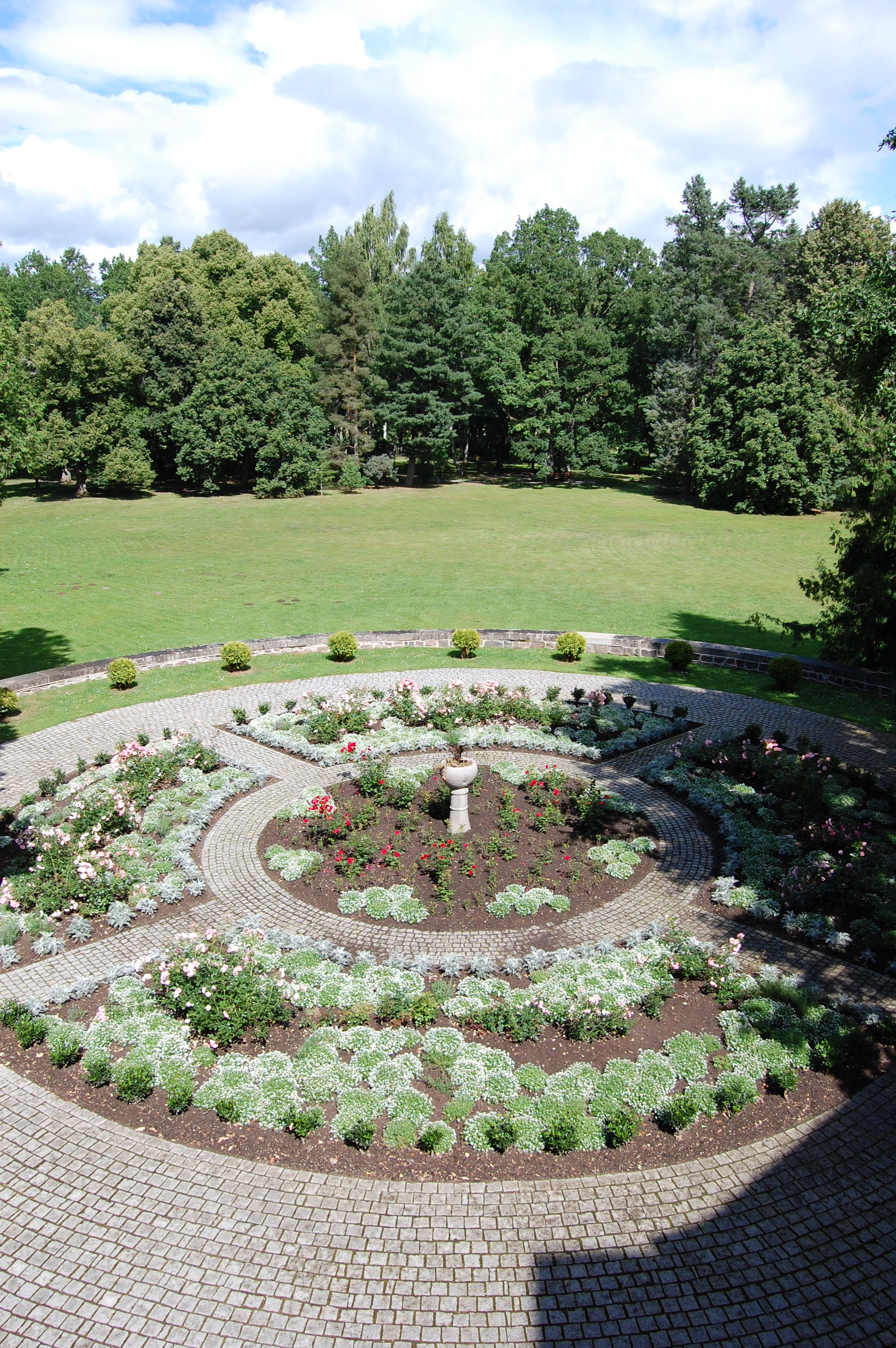
Мызный парк

Напротив господского дома мызы, на другой стороне почётного круга, расположен дом управляющего (перестроен в 20-м столетии), за ним находятся коровники и скотные комплексы.  К востоку от них расположены водочная фабрика, откормочный хлев и другие стильные хозяйственные постройки, большая часть из них — из бутового камня или красного кирпича.
Весь мызный комплекс окружает величественная каменная ограда, столбики кованных ворот в которой отделаны гранитными блоками; за оградой на краю дороги, ведущей в Вильянди, находятся зерносушилка и амбар.
Окрестности главного здания превращены в красивый просторный парк. Первоначально он был создан во французском стиле; с того времени сохранились старые липы, дубы и вязы. В 1903 году парк был расширен и обновлён в английском стиле по проекту известного ландшафтного архитектора Георга Куфальдта.
Парк с многообразной растительностью украшают пять прудов, которые наполняются родниками. На самом большом пруду расположены три островка. Вся система прудов соединяется каналами и чугунными мостами.
У главных ворот мызного парка начинается аллея длиной в один километр, которая ведёт к посёлку Олуствере и железнодорожной станции.
Парк круглый год открыт для посетителей бесплатно.
Наряду с господским домом, домом управляющего, водочной фабрикой, парком и мызной оградой ещё 23 объекта мызного комплекса внесены в Государственный регистр памятников культуры Эстонии (дом служащих, дом работников, дом прислуги, дом садовника, маслобойня, кузница, хлевы и пр.).

## Клады
При строительстве нового корпуса Олуствереского техникума в 1978 году рядом с домом садовника были обнаружены два клада. Один из них содержал 722 монеты периода VIII века — начала XII века. В другом было 6849 монет периода второй половины XIII века — конца третьей четверти XIV века. Монеты были отчеканены в монетных дворах Таллина, Германии, Англии, Дании, Швеции, Венгрии, Аравии, Византии и других стран.

## Галерея

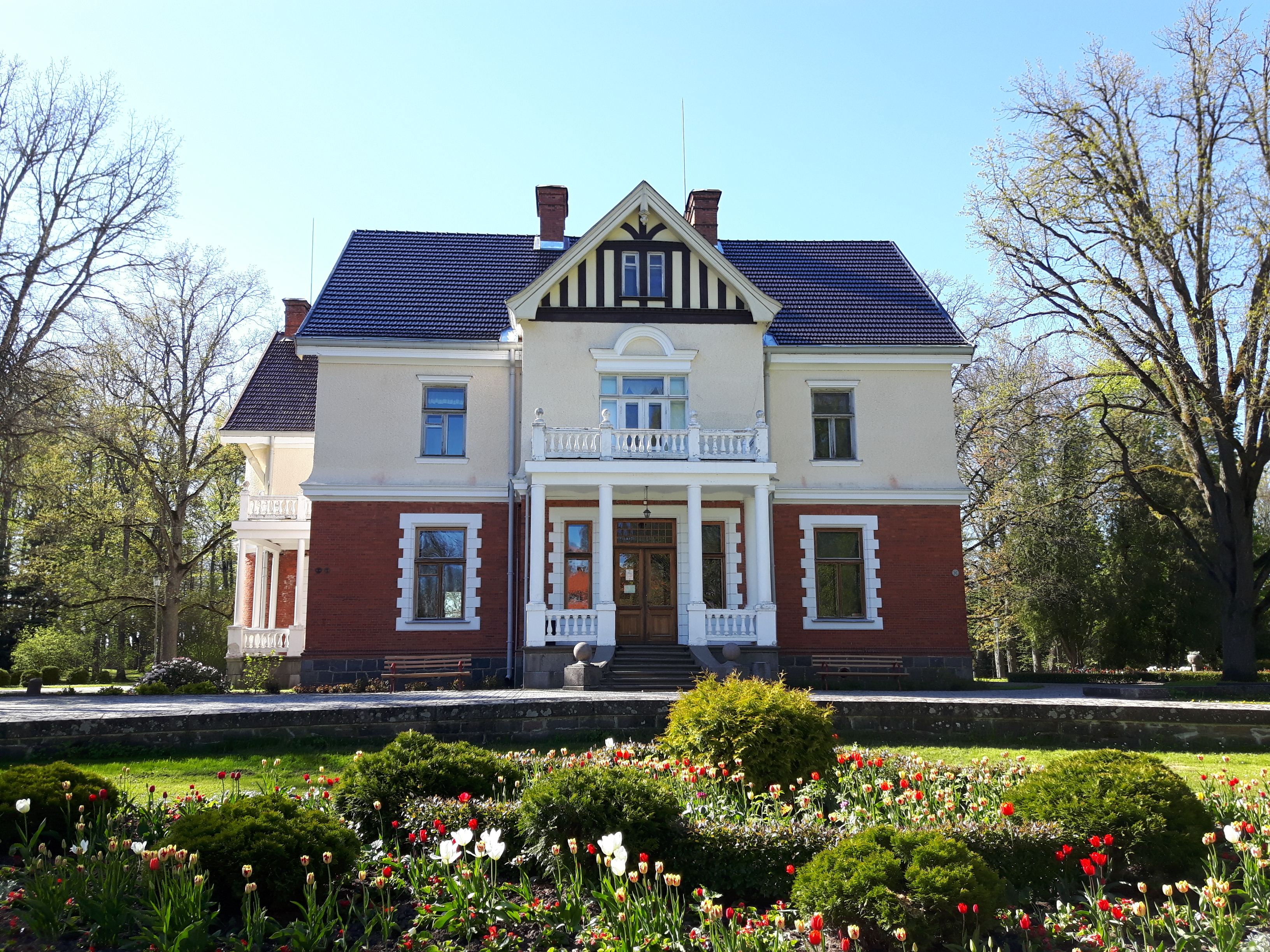
Господский дом, вид сбоку
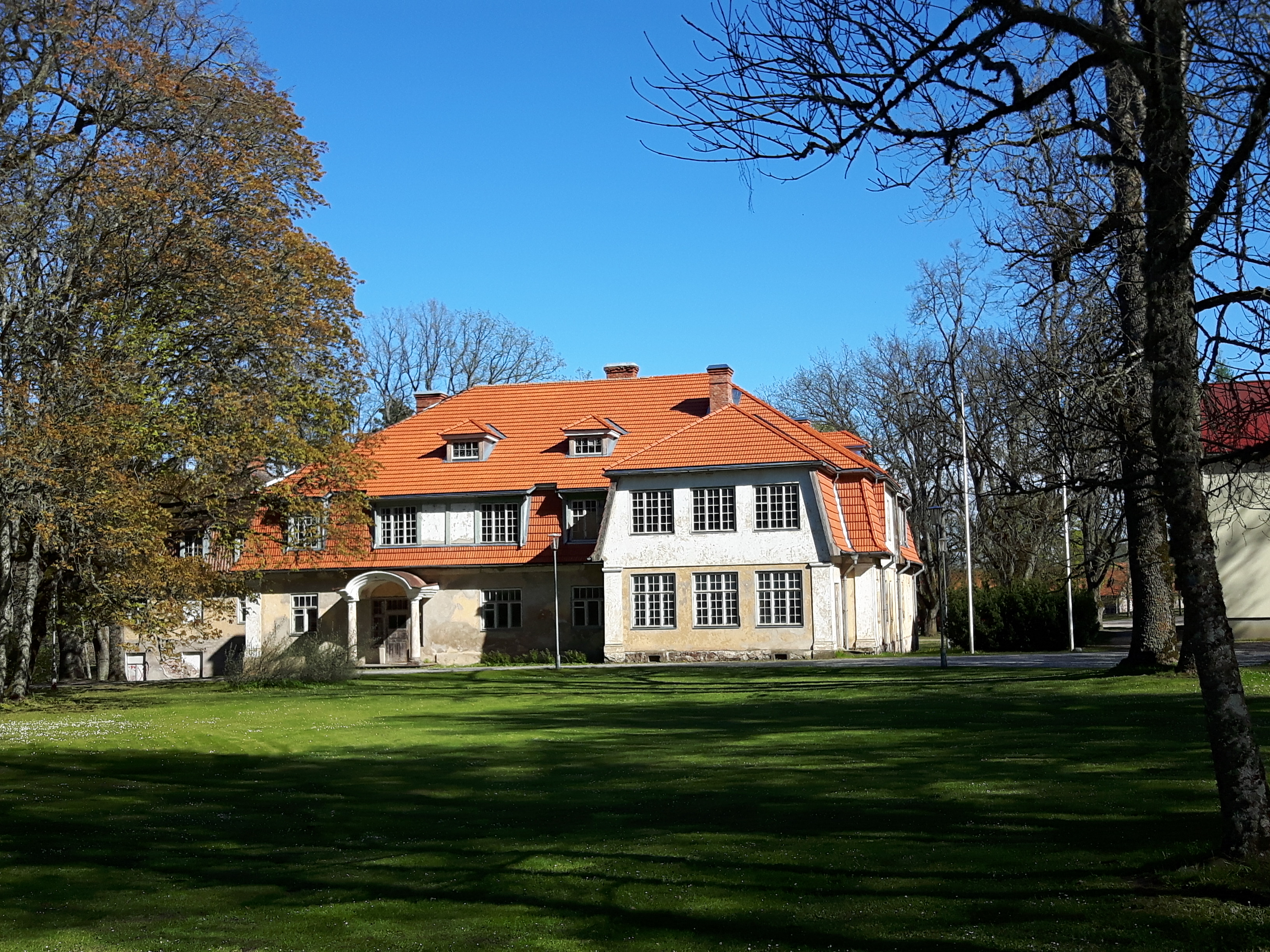
Дом управляющего
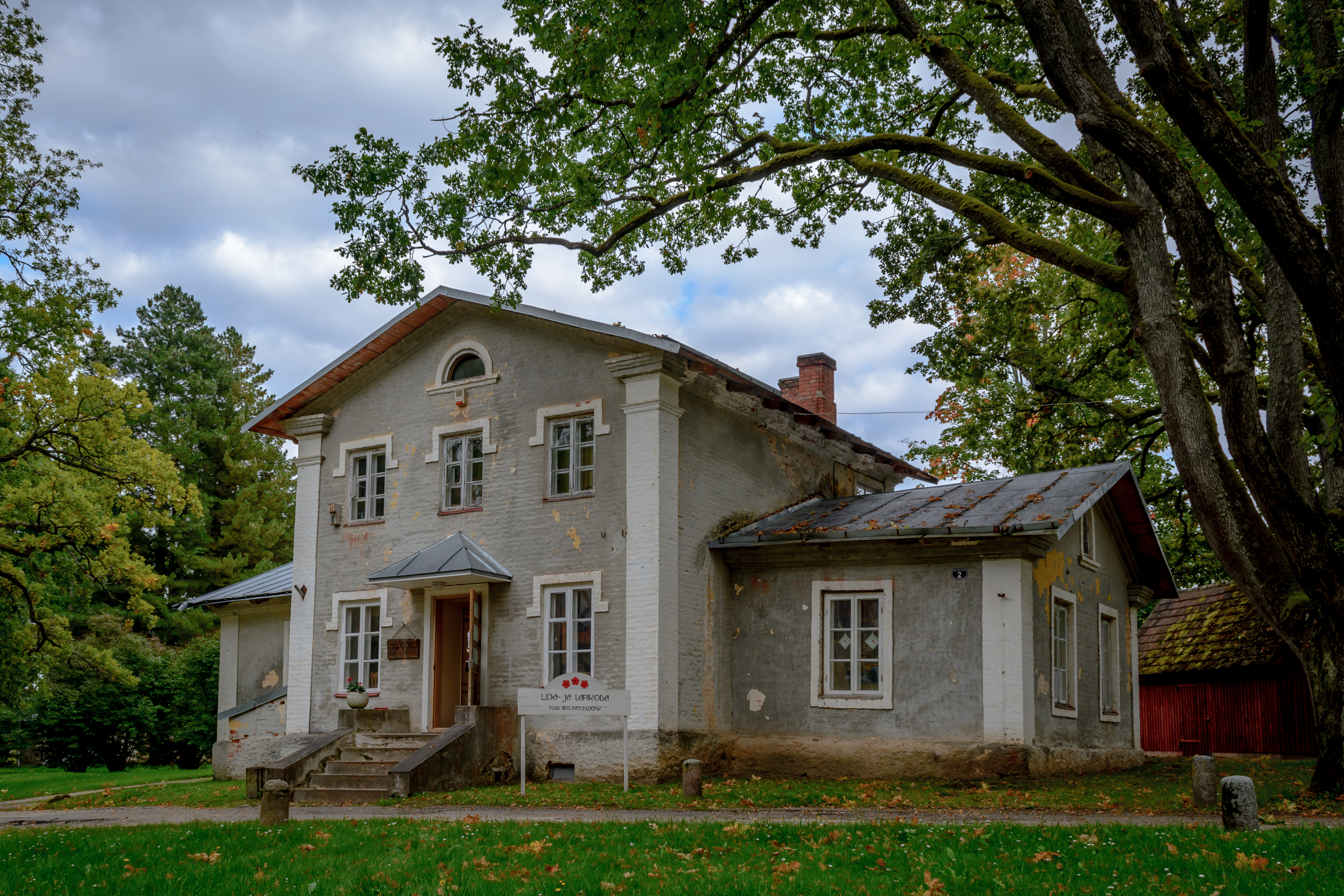
Дом служащих
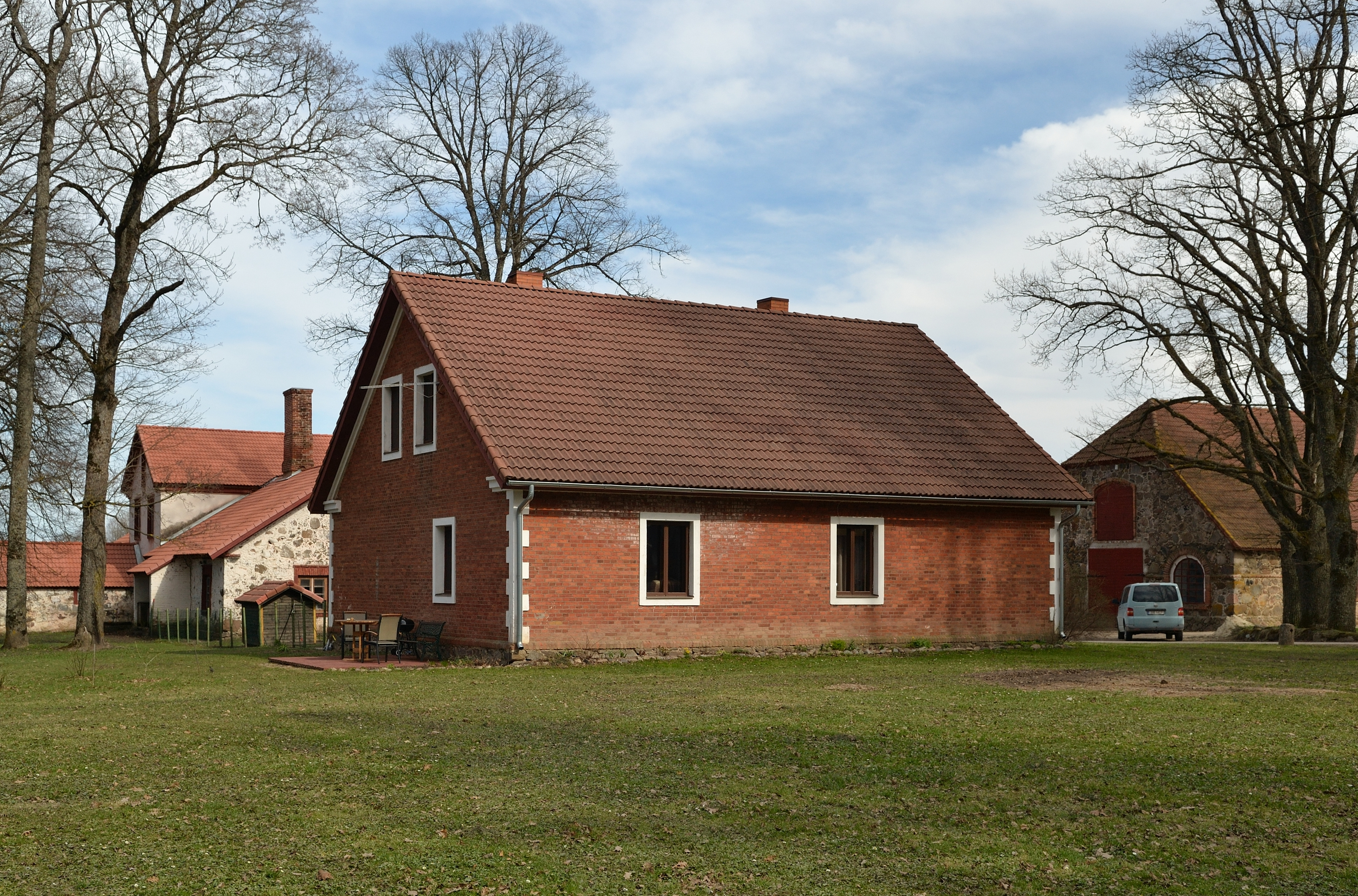
Дом мастеров
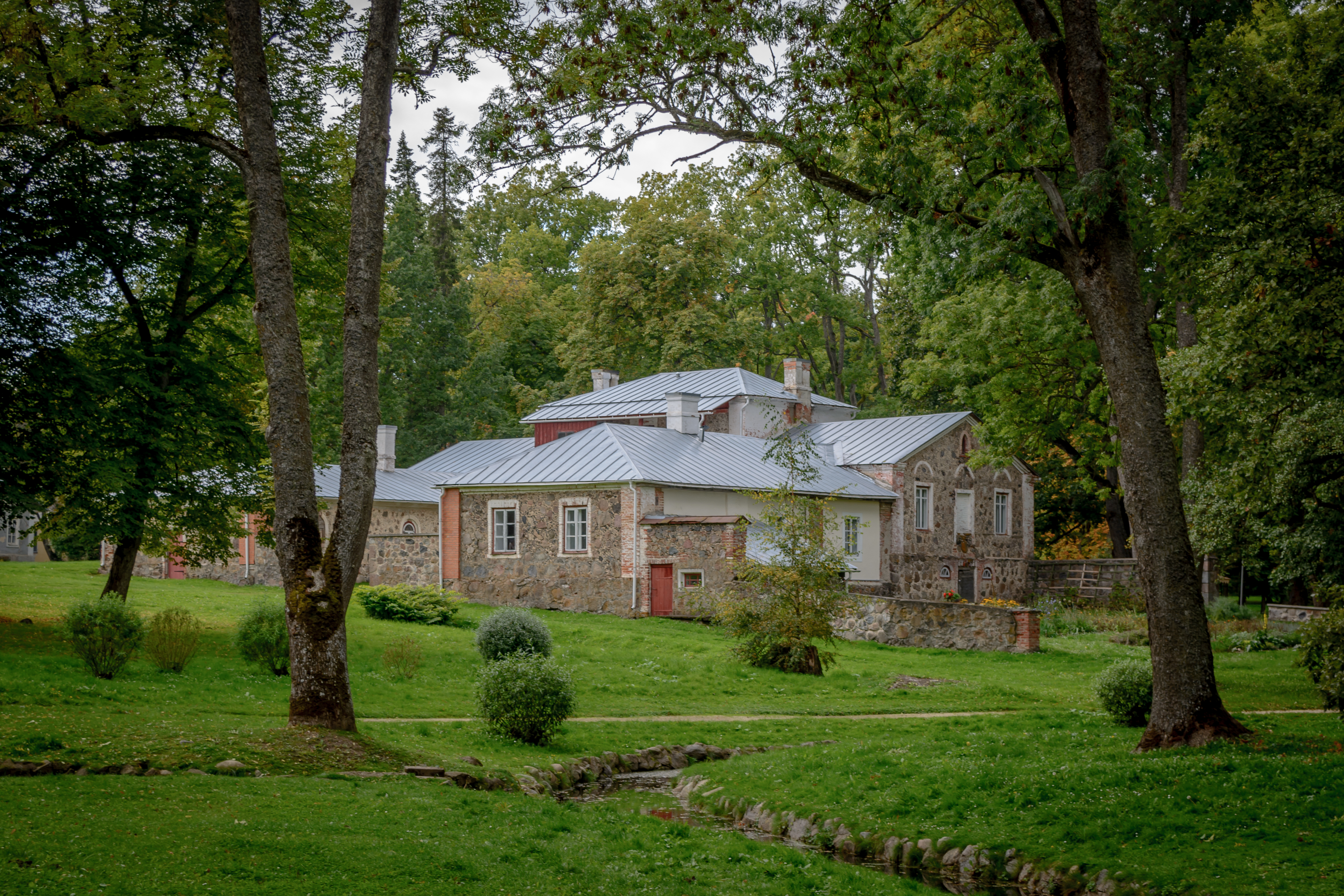
Дом работников
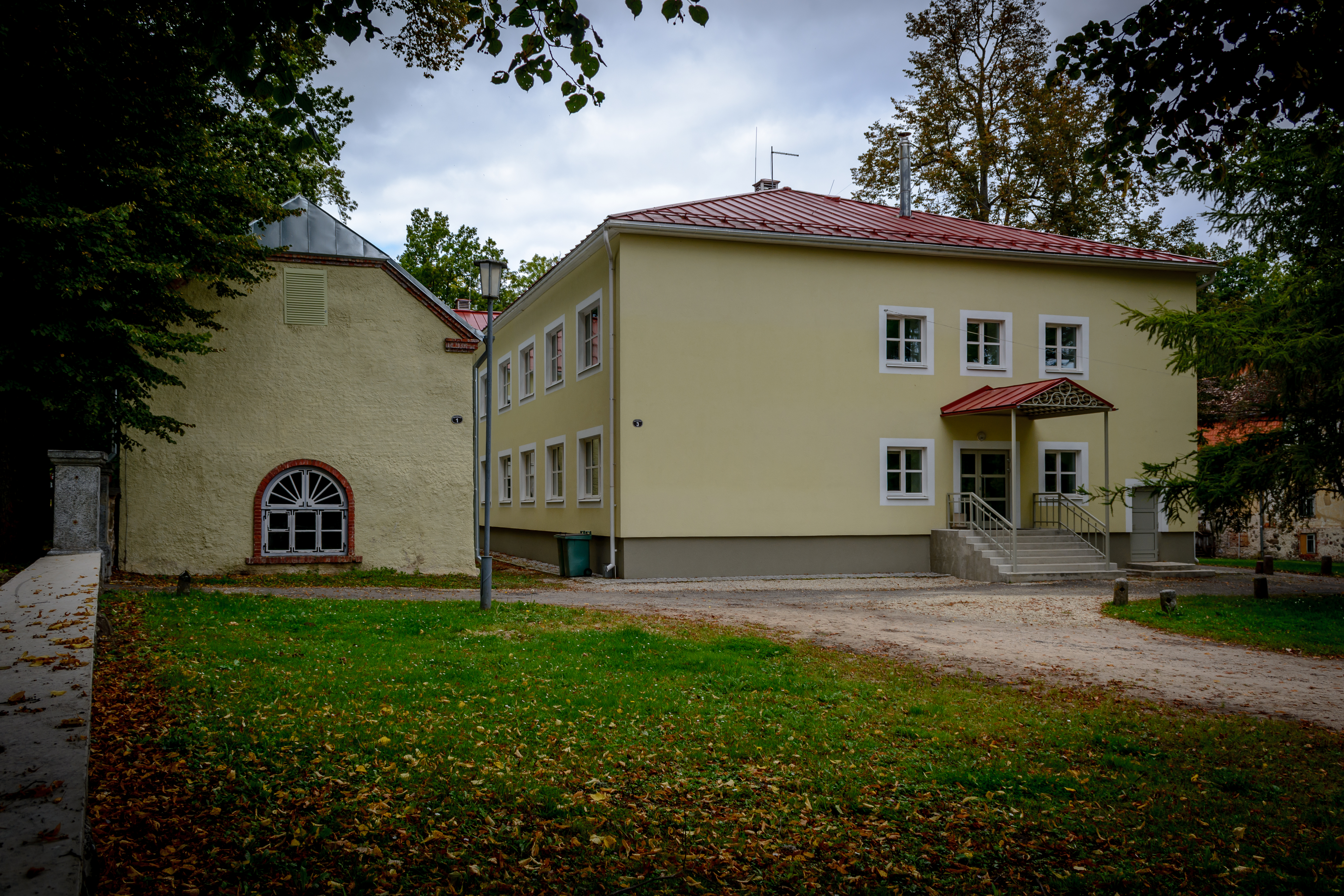
Дом прислуги
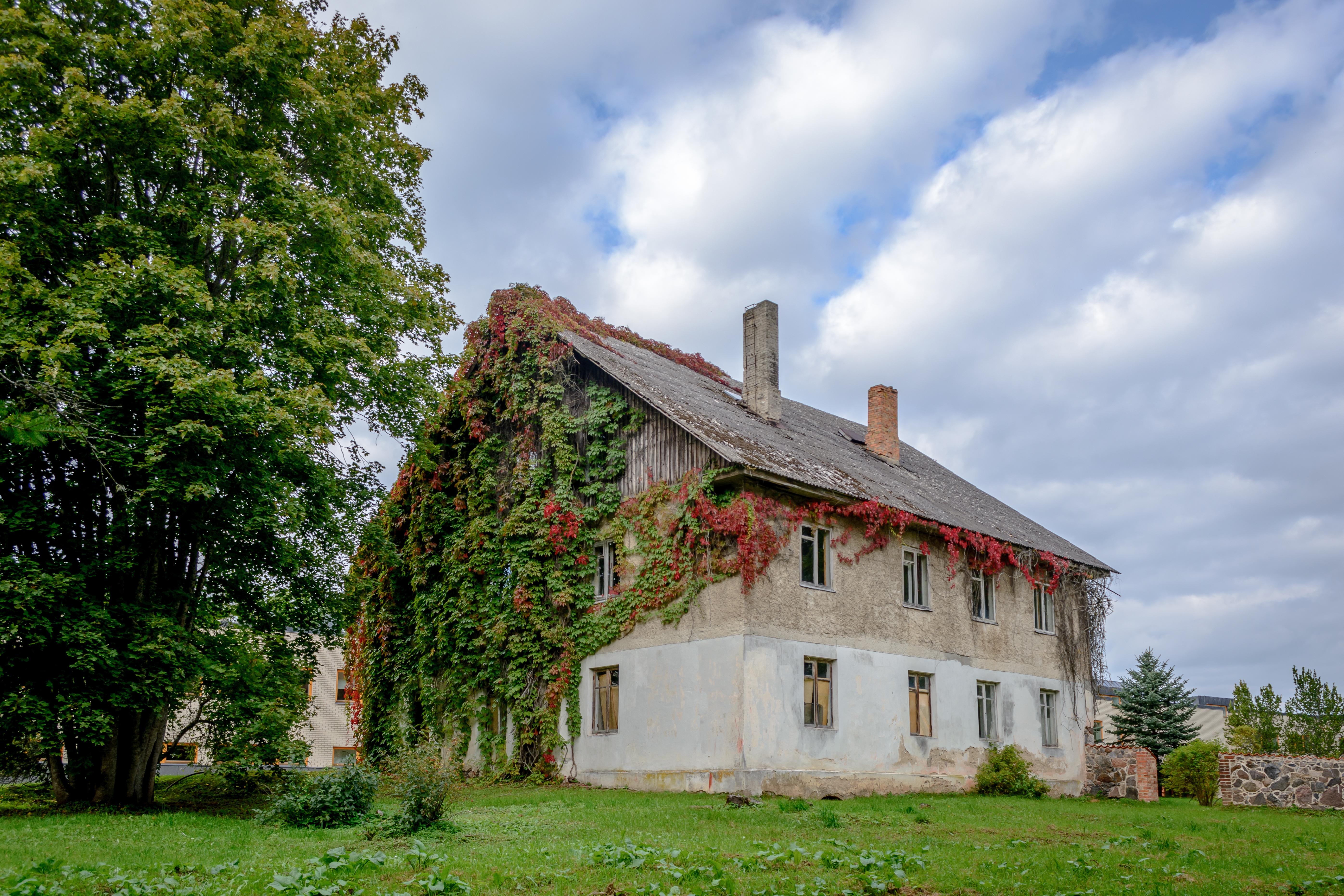
Дом садовника
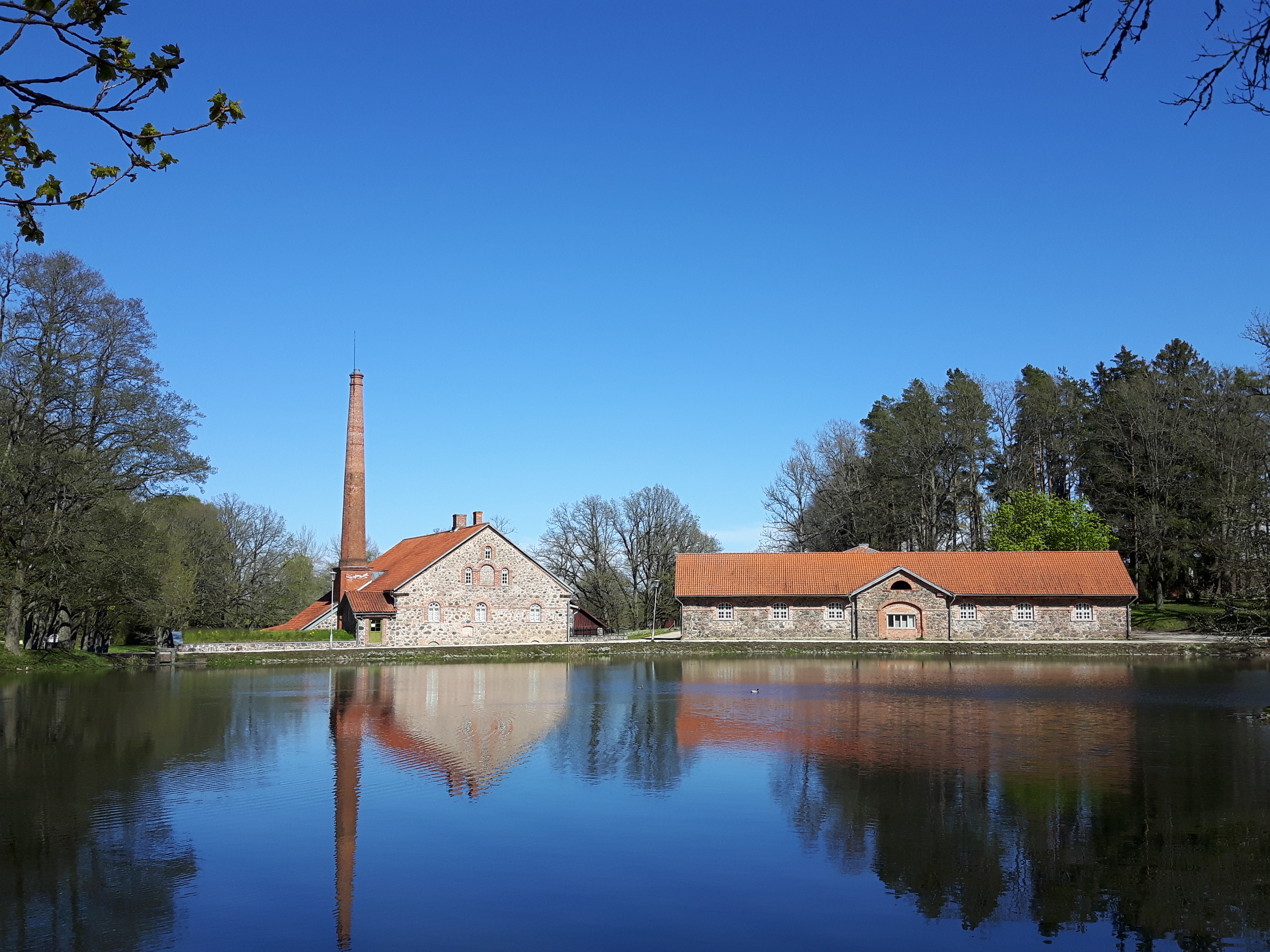
Водочная фабрика и хлев
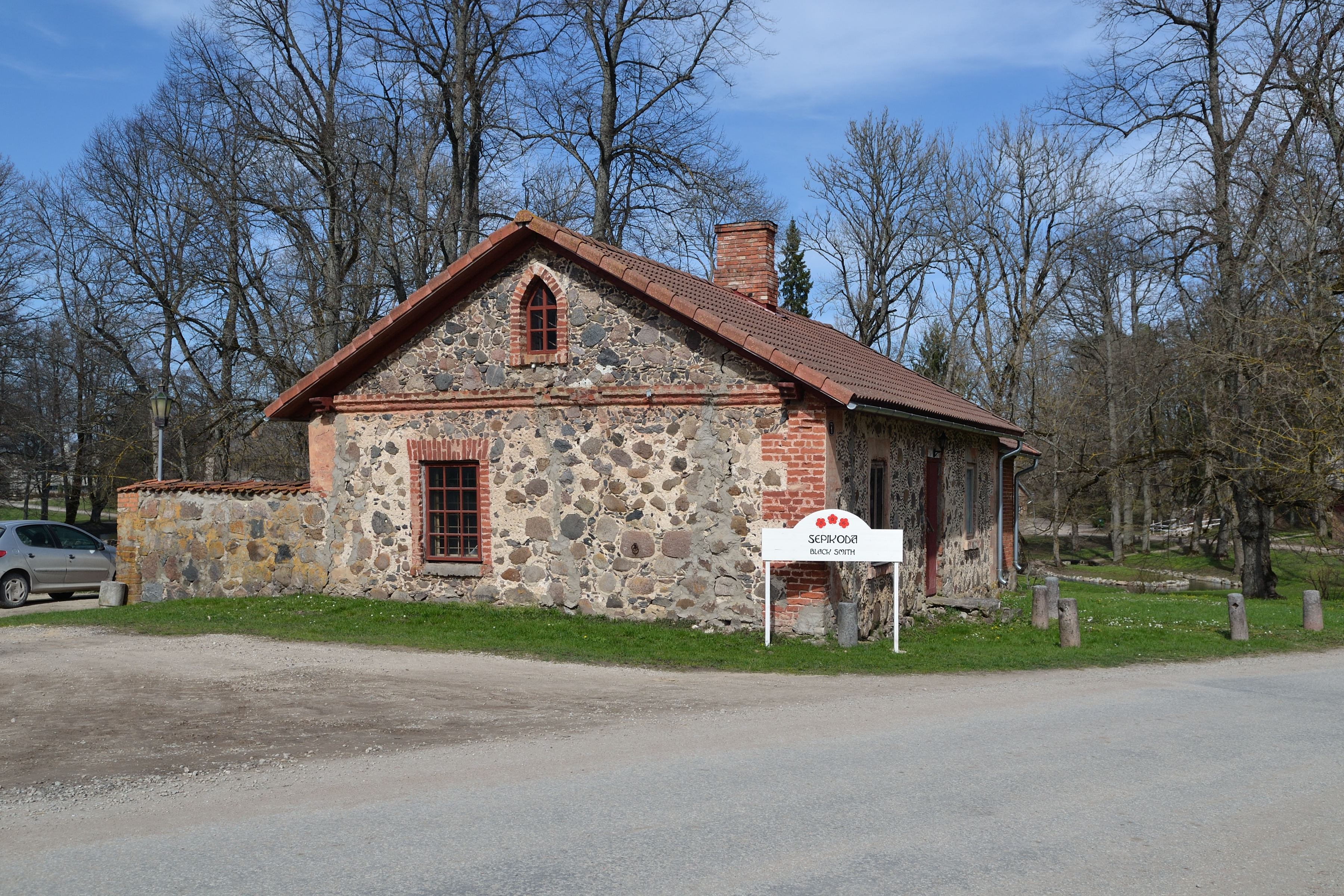
Кузница
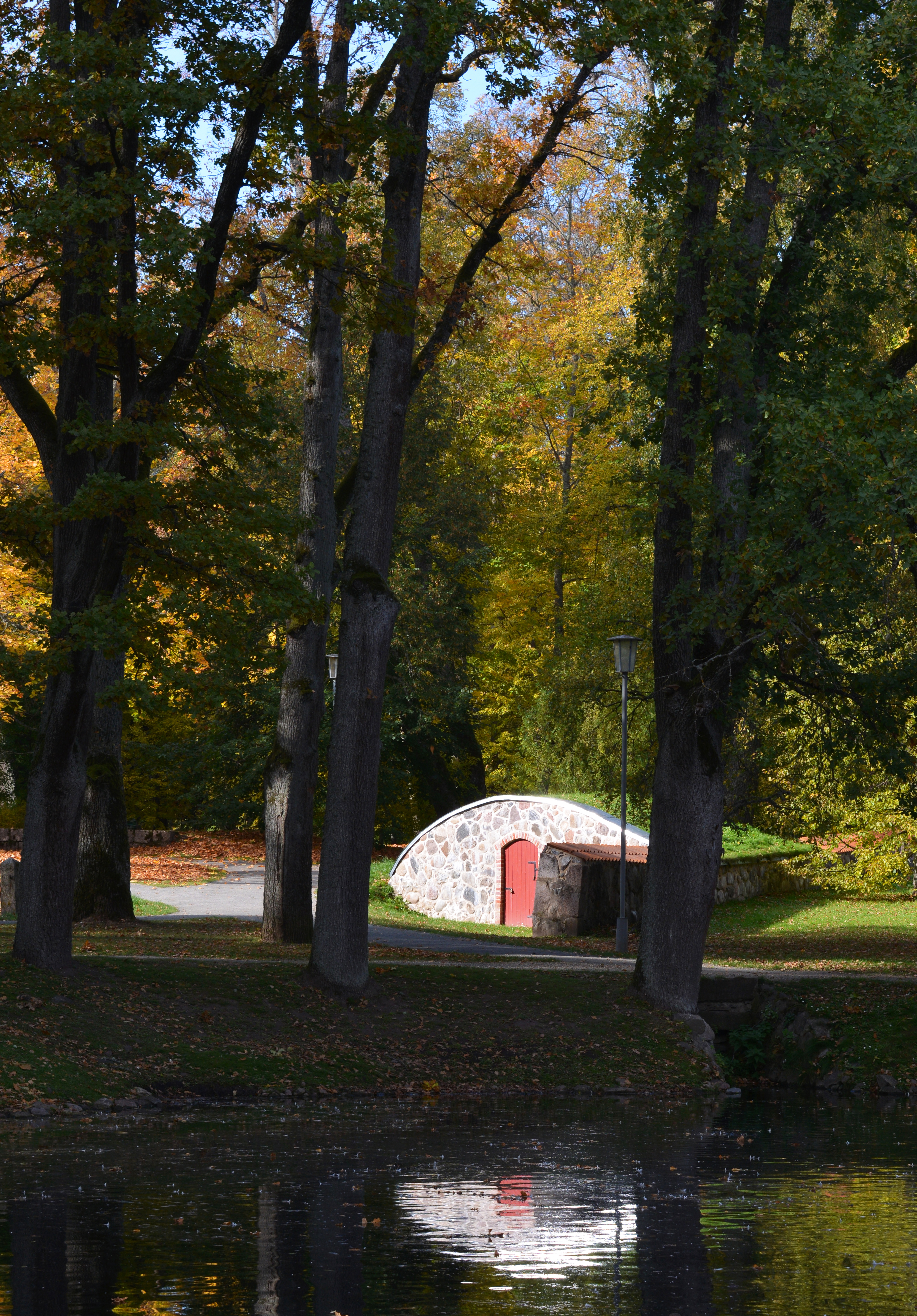
Погреб 1
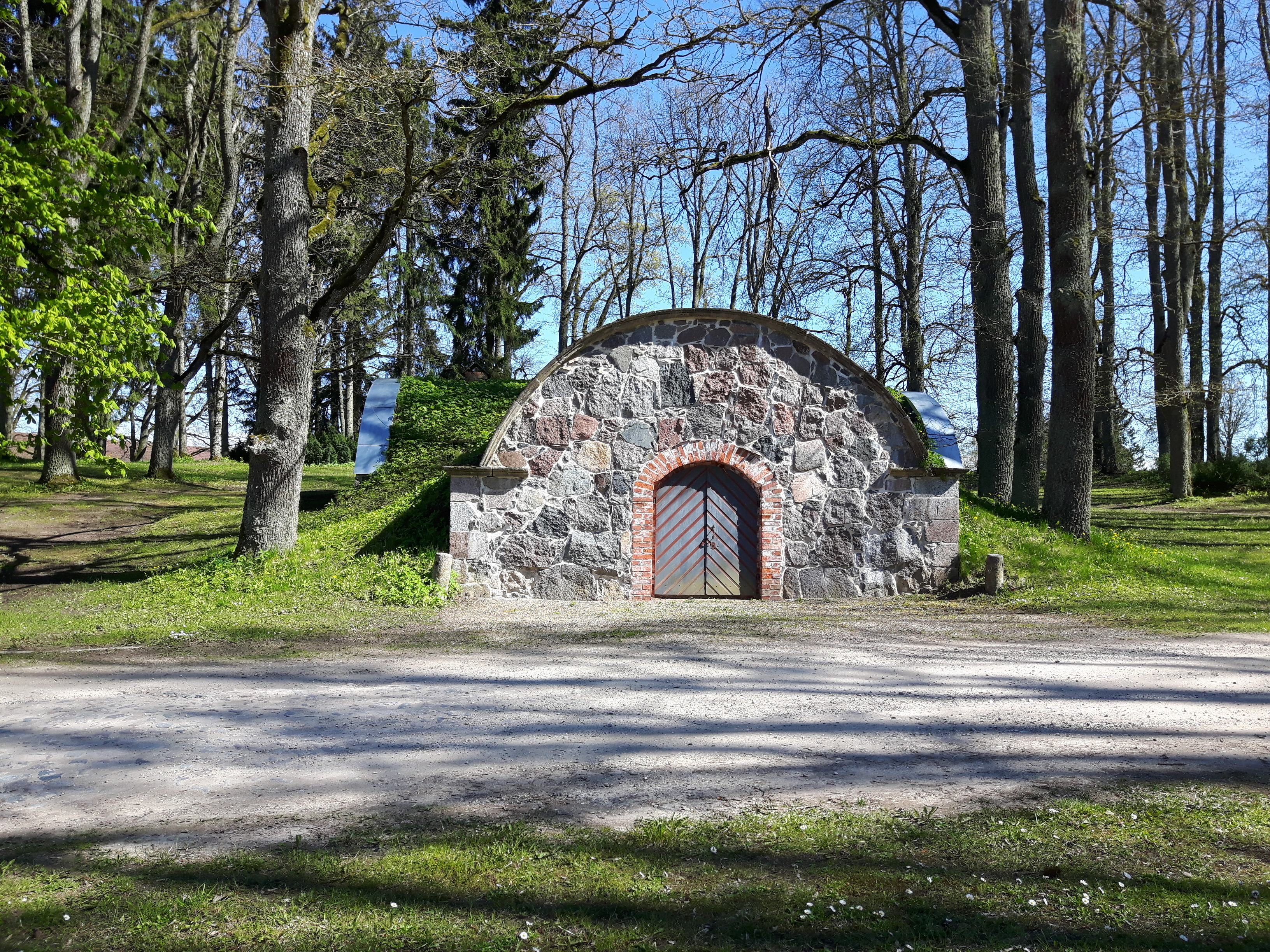
Погреб 3
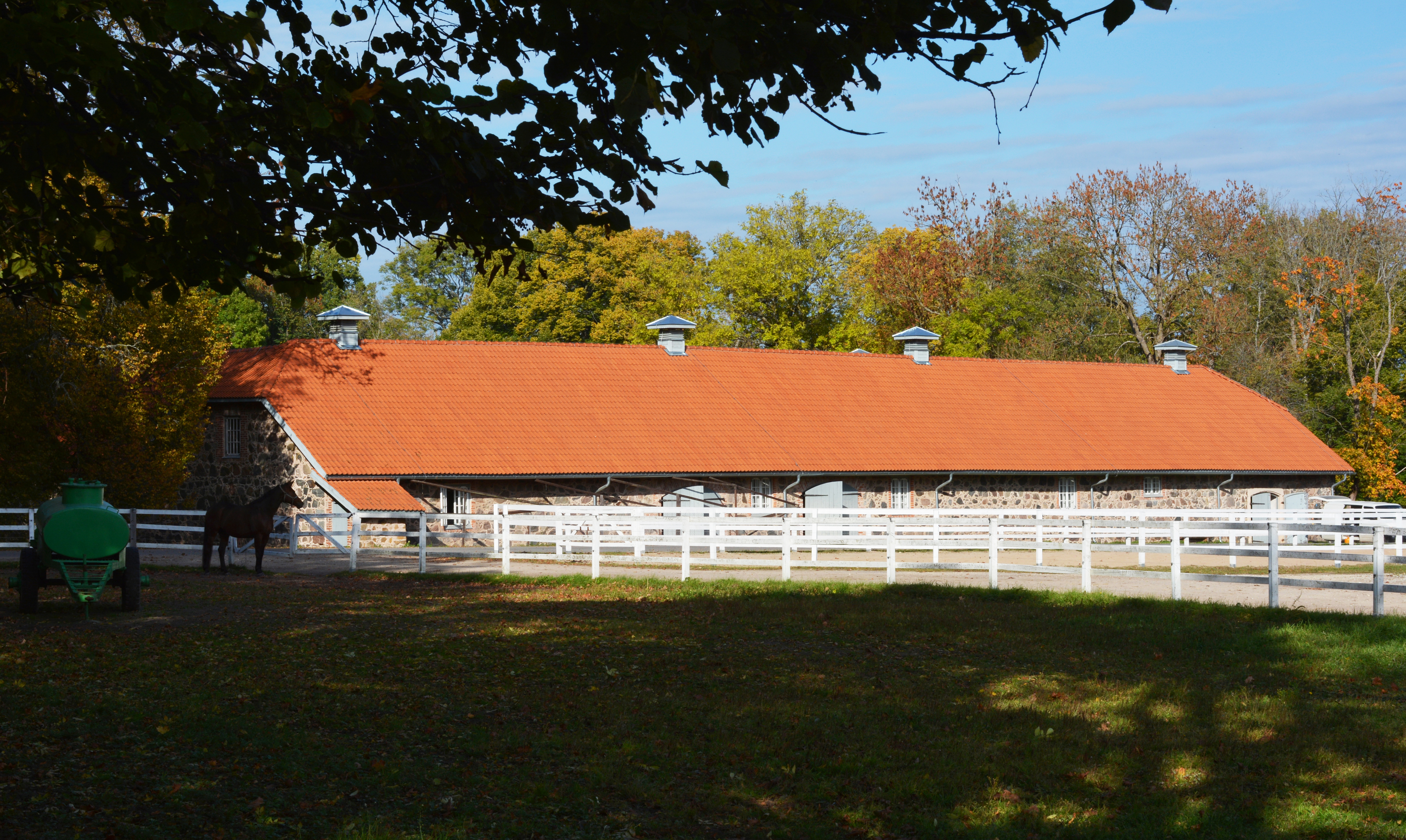
Конюшня
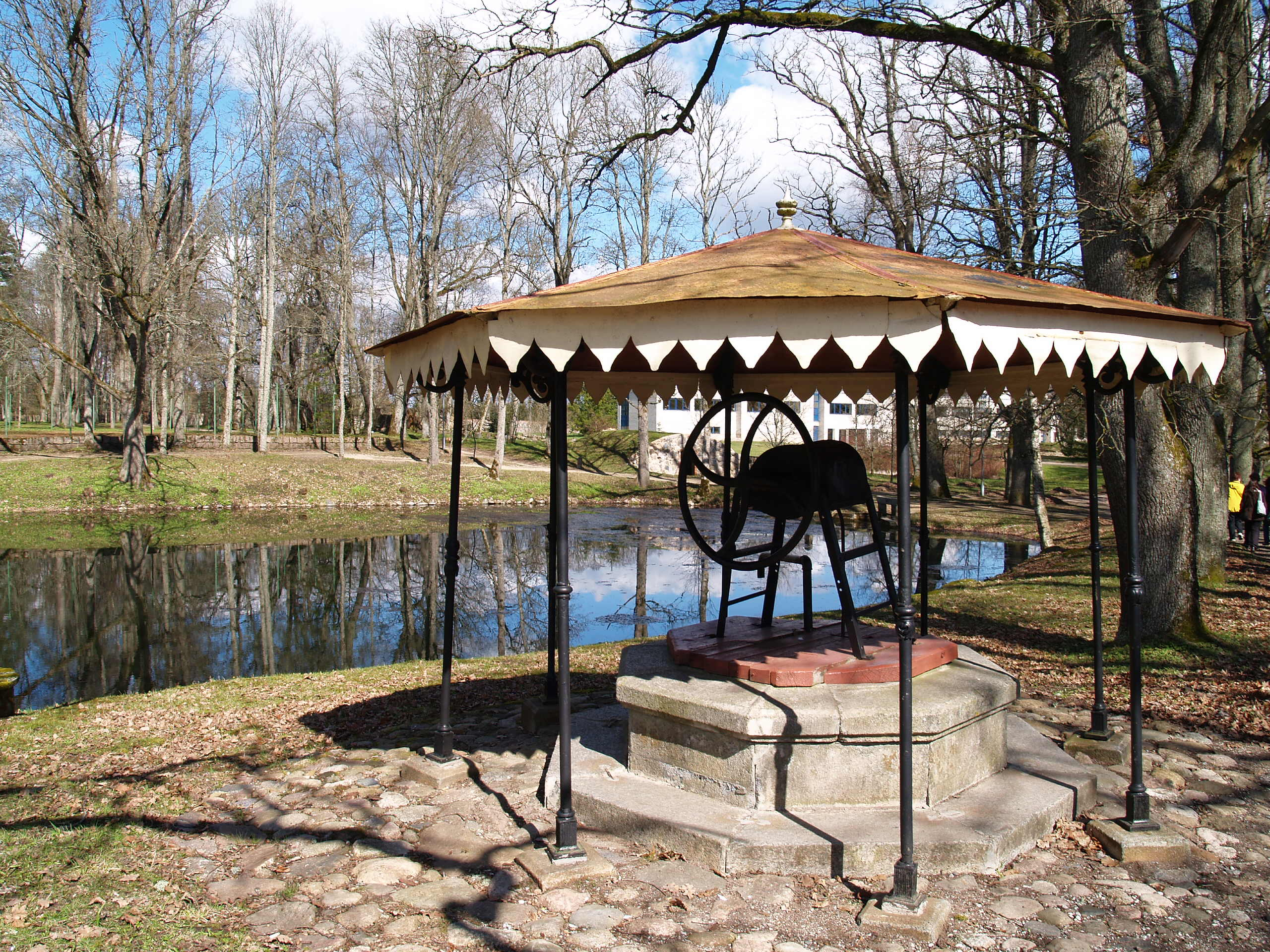
Воротный колодец
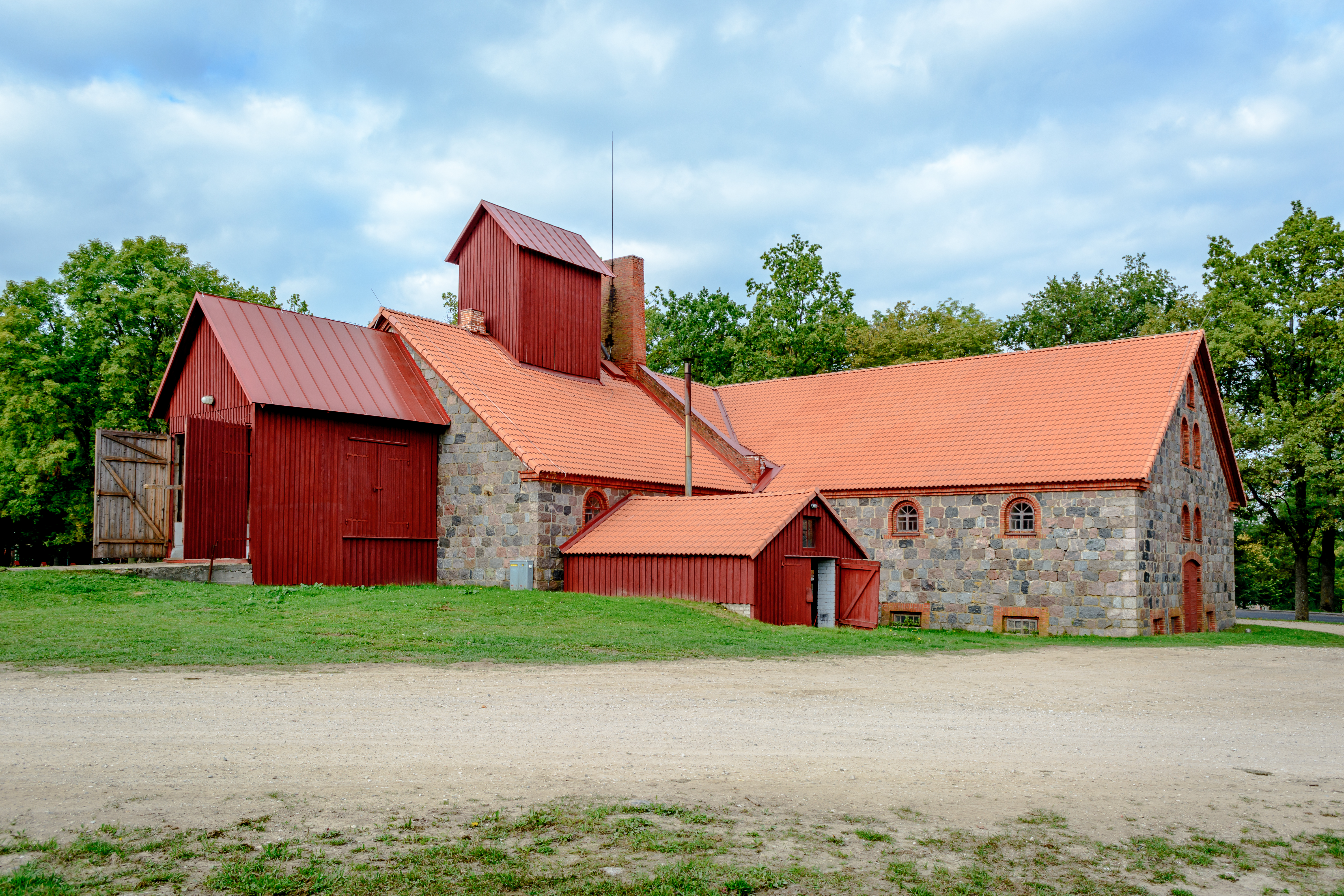
Амбар-сушильня
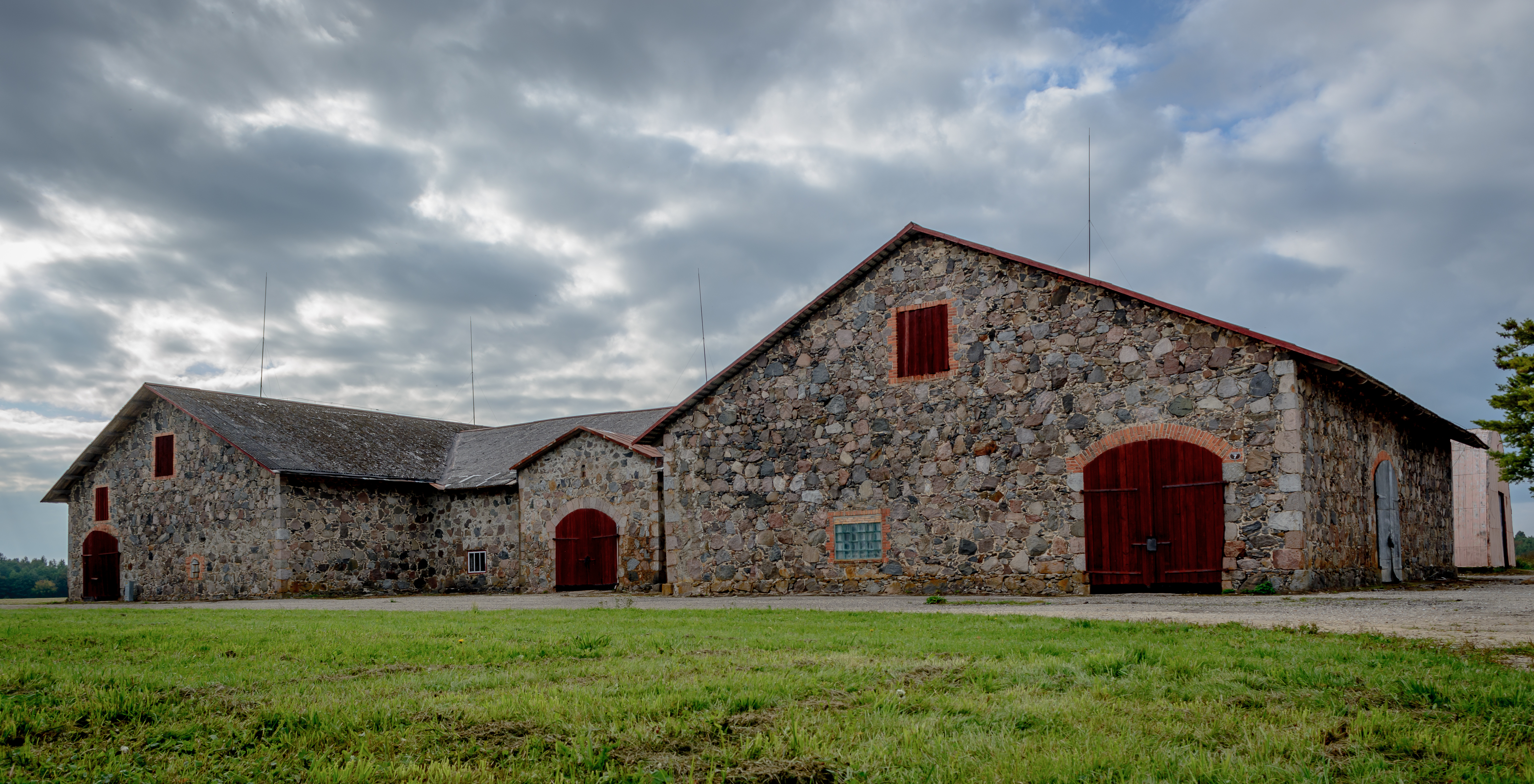
Большой амбар
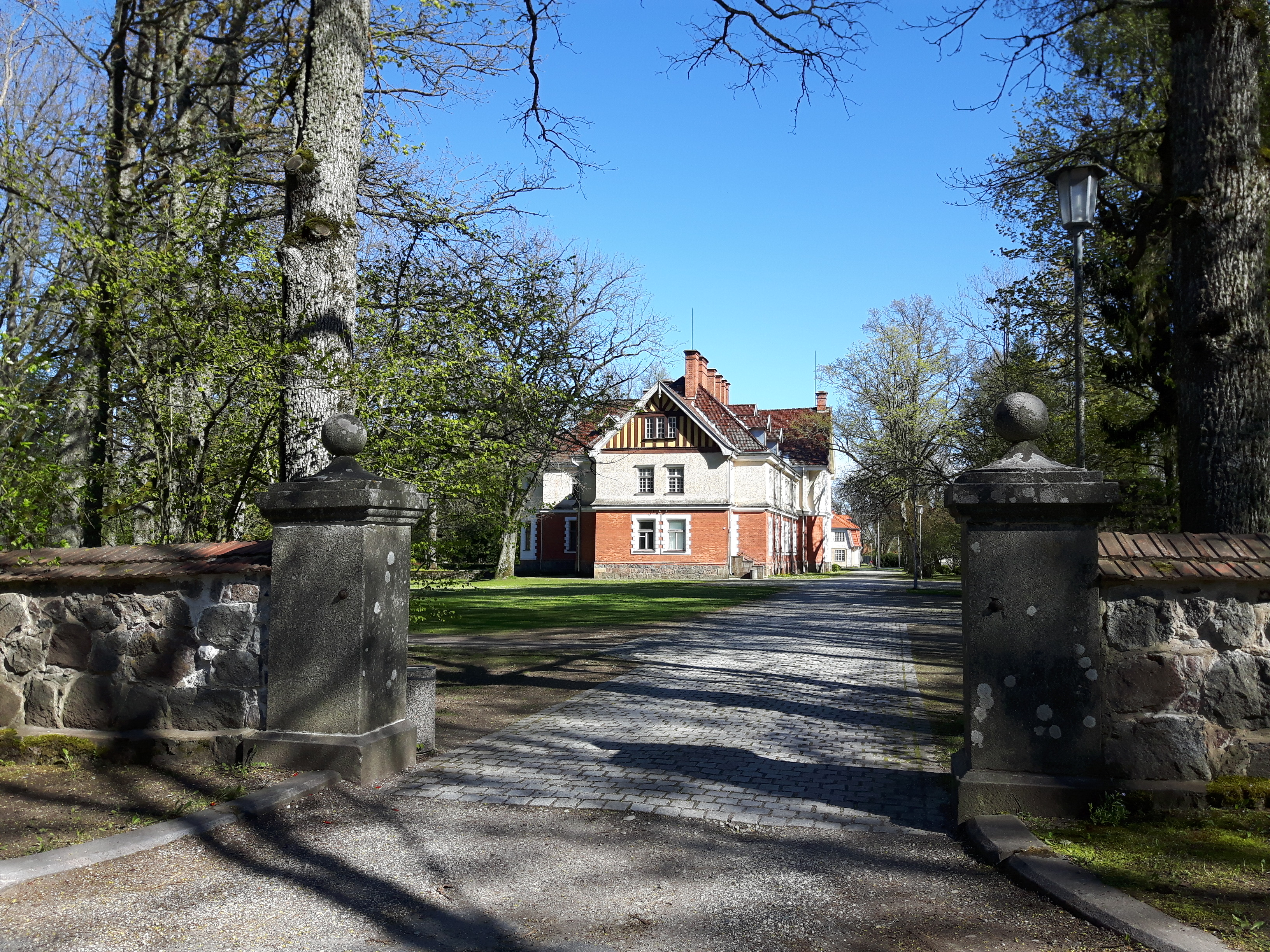
Мызная ограда